# José Manuel Mireles Valverde
Pour les articles homonymes, voir Valverde.
 (décembre 2023).
La mise en forme du texte ne suit pas les recommandations de Wikipédia : il faut le « wikifier ».
Les points d'amélioration suivants sont les cas les plus fréquents. Le détail des points à revoir est peut-être précisé sur la page de discussion.
- Les titres sont pré-formatés par le logiciel. Ils ne sont ni en capitales, ni en gras.
- Le texte ne doit pas être écrit en capitales (les noms de famille non plus), ni en gras, ni en italique, ni en « petit »…
- Le gras n'est utilisé que pour surligner le titre de l'article dans l'introduction, une seule fois.
- L'italique est rarement utilisé : mots en langue étrangère, titres d'œuvres, noms de bateaux, etc.
- Les citations ne sont pas en italique mais en corps de texte normal. Elles sont entourées par des guillemets français : « et ».
- Les listes à puces sont à éviter, des paragraphes rédigés étant largement préférés. Les tableaux sont à réserver à la présentation de données structurées (résultats, etc.).
- Les appels de note de bas de page (petits chiffres en exposant, introduits par l'outil «  Source ») sont à placer entre la fin de phrase et le point final[comme ça].
- Les liens internes (vers d'autres articles de Wikipédia) sont à choisir avec parcimonie. Créez des liens vers des articles approfondissant le sujet. Les termes génériques sans rapport avec le sujet sont à éviter, ainsi que les répétitions de liens vers un même terme.
- Les liens externes sont à placer uniquement dans une section « Liens externes », à la fin de l'article. Ces liens sont à choisir avec parcimonie suivant les règles définies. Si un lien sert de source à l'article, son insertion dans le texte est à faire par les notes de bas de page.
- La présentation des références doit suivre les conventions bibliographiques. Il est recommandé d'utiliser les modèles {{Ouvrage}}, {{Chapitre}}, {{Article}}, {{Lien web}} et/ou {{Bibliographie}}. Le mode d'édition visuel peut mettre en forme automatiquement les références.
- Insérer une infobox (cadre d'informations à droite) n'est pas obligatoire pour parachever la mise en page.

Pour une aide détaillée, merci de consulter Aide:Wikification.
Si vous pensez que ces points ont été résolus, vous pouvez retirer ce bandeau et améliorer la mise en forme d'un autre article.
José Manuel Mireles Valverde (24 octobre 1958 – 25 novembre 2020) était un médecin mexicain, chef et fondateur des groupes paramilitaires d'autodéfense qui ont lutté contre le cartel des Templiers et d'autres cartels, pendant la guerre des cartels en cours dans l'État du Michoacán et d'autres états, au Mexique. Au milieu de l'incapacité du gouvernement mexicain à protéger ses citoyens, Mireles est devenu une figure importante au sein des milices d'autodéfense à l'automne 2013, alors que les groupes d'autodéfense luttaient contre le cartel des Templiers à Apatzingán et d'autres municipalités du Michoacán. Il a décrit sa motivation à participer aux groupes armés d'autodéfense en conséquence des abus du cartel des Templiers contre lui-même et sa famille, lui-même ayant été kidnappé par le cartel et plusieurs membres de sa famille assassinés. Cela l'a poussé à prendre les armes pour défendre sa communauté de Tepalcatepec.
Le 25 novembre 2020, une agence gouvernementale mexicaine a confirmé que Mireles, âgée de 62 ans, était décédée des «effets du COVID-19».

## Début de la vie
Certains médias affirment qu'en 1988, à l'âge de 20 ans, il a purgé une peine de prison pour avoir prétendument produit de la marijuana, ce que Mireles a nié en affirmant que son emprisonnement était dû au fait qu'il exerçait la médecine dans le Michoacán sans licence d'État encore active.
Il s'est rendu aux États-Unis où il a travaillé comme militant social. À son retour, il entame un travail politique et se présente aux élections Sénat mexicain en 2006,.

## Implication dansles autodéfenses
Mireles a déclaré qu'il avait rejoint le groupe d'autodéfense pour protéger sa famille contre le cartel des Templiers, après avoir été kidnappé par le cartel qui exigeait de l'argent pour le libérer, et avait également assassiné plusieurs de ses proches.
Le 4 janvier 2014, Mireles a été blessé dans un accident d'avion alors qu'il se rendait dans la communauté de Zicuiran,,.
Deux semaines plus tard, le gouvernement mexicain a lancé des efforts pour contrôler l'escalade de la violence dans le Michoacán en déployant l'armée contre les cartels et les milices d'autodéfense.
Initialement, une vidéo de Mireles grièvement blessé a été publiée dans laquelle il exhortait les groupes d'autodéfense à déposer les armes et à coopérer avec l'armée. Mais par la suite, il est apparu dans une autre vidéo dans laquelle il a déclaré que les groupes d'autodéfense déposeraient les armes si l'armée prendait des mesures pour assurer leur sécurité en limitant les activités du cartel des Templiers, y compris la capture et/ou la mort des principaux dirigeants du cartel: Servando Gómez Martínez (alias «La Tuta»); Nazario Moreno González (alias «El Chayo»); Enrique Plancarte Solís (alias «El Kike»); Dionicio Loya Plancarte (alias «Tío Nacho»), entre autres.
Mireles a déclaré dans une interview avec la journaliste Carmen Aristegui que le premier message était le résultat de pression du gouvernement mexicain qui lui demandait de lire un message écrit par membres du gouvernement, qu'ils ont ensuite modifié pour donner l'impression qu'il exprimait sa propre opinion,. Le secrétaire de l'intérieur du Mexique Miguel Angel Osorio Chong a nié que le gouvernement ait joué un rôle dans la diffusion du message initial.
En mars 2014, certains membres du conseil d' Autodefensas ont pris distance par rapport à Mireles, déclarant qu'il n'était plus membre de la direction ni porte-parole officiel des Autodefensas du Michoacán.
Les fonctions antérieures de Mireles ont été reprises par son ancien garde du corps Estanislao Beltrán Torres, alias «Papá Pitufo»,,.
D'autres Autodefensas sont restées fidèles à leur ancienne faction, en rejetant la direction de Beltrán, après avoir réalisé qu'il envisageait de rejoindre les forces rurales du gouvernement.

## Arrêstation
Le 27 juin 2014, Mireles a été arrêté avec 45 autres personnes à Lázaro Cárdenas, Michoacán par les autorités mexicaines pour violation de la loi fédérale mexicaine sur les armes à feu et les explosifs. Le gouvernement s'était engagé à arrêter les civils armés et qui ne faisant pas partie de la police de la Fuerza Rural («Force rurale»).
Cette action s'est produite une semaine après une interview télévisée dans lequel Mireles dénonçait l'implication du président mexicain dans les irrégularités du Michoacán. L'interview a été interrompue a la suite d'un appél téléphonique qui ordonnait de mettre fin a l'interview.
Depuis sa prison, Mireles a envoyé des messages à la nation par l'intermédiation de son ancienne avocate Talia Vazquez et de la chaîne d'YouTube Grillonautas. Dans un message publié en 2015, il déclarait: «Non seulement Manuel Mireles est innocent, mais tous les membres de l'autodéfense qui ont dû porter une arme pour défendre leur maison, leur famille, leurs biens, parce qu'il n'y avait personne pour les aider».
En 2016, Mireles a présenté ses excuses au gouvernement et à sa famille pour le manque de respect dont il a fait preuve envers les institutions officielles du pays. Dans une déclaration vidéo publiée sur les réseaux sociaux, il a déclaré: «Je tiens à présenter mes excuses, à travers ce message, au gouvernement mexicain, à ses institutions officielles et non officielles, ainsi qu'à ses structures nationales, pour leur avoir manqué de respect par des paroles ou des actions, pour avoir fait d'offensé avec mes omissions et ma désobéissance civile.» Les charges retenues contre lui ont été abandonnées par le procureur général; cependant, Mireles est resté en prison.

### Libération
Le 11 mai 2017, après près de trois ans de prison, un juge fédéral a accordé à Mireles une libération conditionnelle après avoir payé une caution de 30 000 pesos et accepté de ne pas quitter l'État du Michoacán ni le pays,.
Mireles a été acquitté en 2018.

## Dans les médias
Mireles a été présenté dans le film documentaire américain de 2015 Cartel Land.
Asav, le principal antagoniste du jeu d'action-aventure 2017 Uncharted : The Lost Legacy, a été inspiré par Mireles. Comme lui, Asav était également médecin jusqu'à au moment qu'il devienne le chef d'une puissante force militaire.